# Xagħra

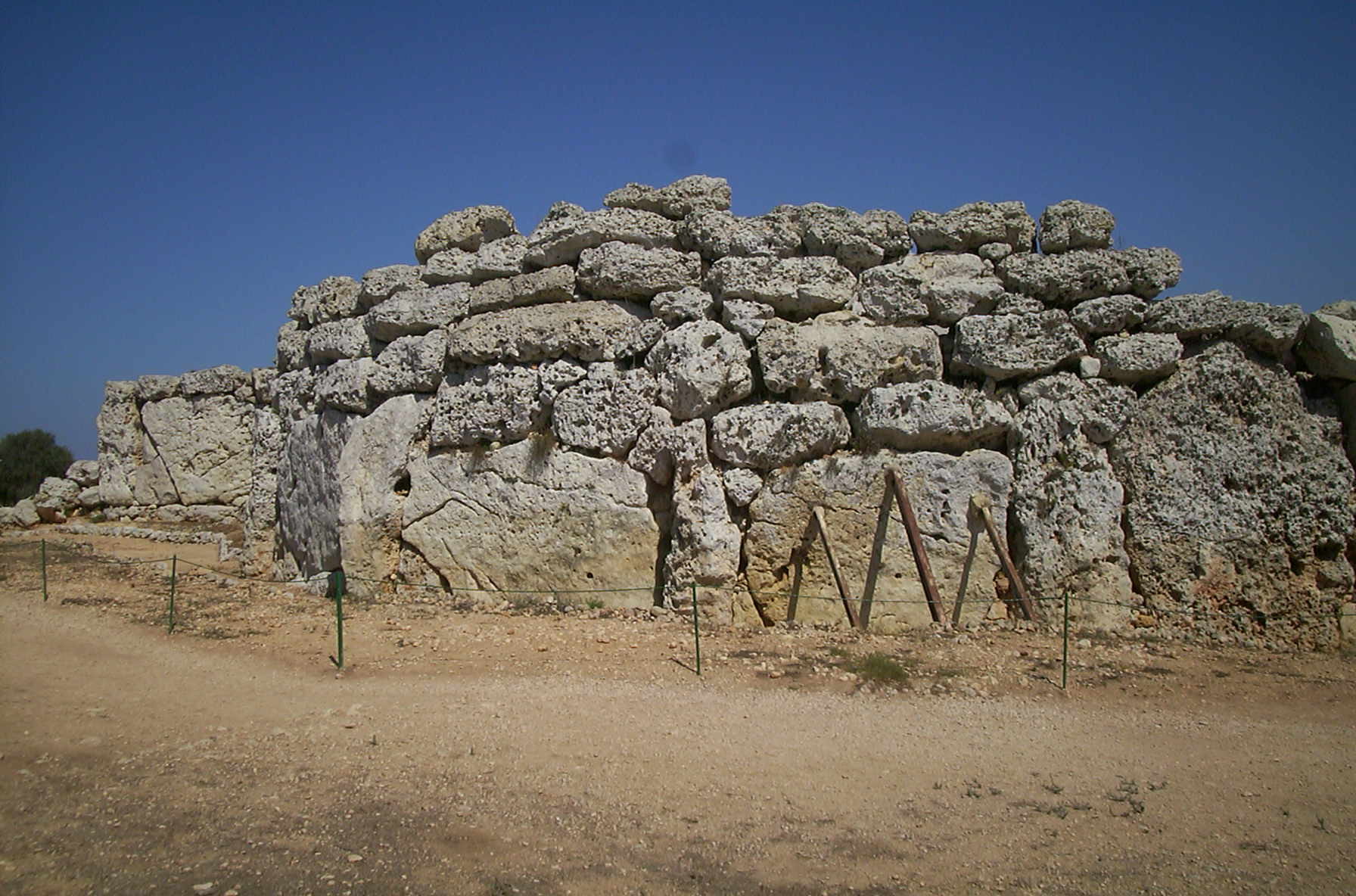
I templi di Gigantia.

Xagħra (forma estesa in maltese Ix-Xagħra, pronuncia Sciàra, in italiano storico anche Casal Caccia) è un paese dell'isola di Gozo, Malta, probabilmente il primo ad essere abitato.

## Archeologia
Vi sorgono i templi megalitici di Gigantia (Ġgantija), due dei sette dichiarati patrimonio dell'umanità dall'UNESCO, degni di nota per le loro strutture risalenti all'Età del rame e tuttora ben conservate: in uno di questi fu trovato il bassorilievo del serpente, conservato ora nel museo archeologico di Victoria.

## Monumenti
La Basilica della Natività della Vergine Maria è una chiesa cattolica monumentale barocca eretta nel XIX secolo in luogo di una precedente chiesa dedicata alla Natività della Vergine Maria fin dal termine dell'assedio di Malta da parte delle navi turche (8 settembre) 1565). Dal 1967 ha il rango di basilica minore.